# Sebastián Porto
Sebastián Porto (Rafaela, Santa Fé, 12 de setembro de 1978) é um piloto profissional argentino de MotoGP.